# Національний парк Одзе
Національний парк Одзе (яп. 尾瀬国立公園, Oze Kokuritsu Kōen) — це територія, що складається з відкритої зеленої зони в префектурах Фукусіма, Тотіґі, Ґумма та Ніїґата в Японії. Парк займає площу 372 км² і є 29-м національним парком Японії.
Відкритий 30 серпня 2007 року, територія парку включає болота (Одзегахара) і гори в районі Одзе, який раніше був частиною національного парку Нікко, а також інші прилеглі території, включаючи гори Айдзу-Комаґатаке і Тасірояма.
Парк був першим новим національним парком, відкритим за останні 20 років, після того, як водно-болотні угіддя Кусіро на Хоккайдо було оголошено національним парком у 1987 році.
У «Дзомо Карута» Ґумми Національний парк Одзе зображено на картці «se».